# Aceros
Aceros és el nom d'un gènere de calaus (família Bucerotidae) del sud-est asiàtic. En classificacions antigues s'incloïen de vegades les espècies generalment avui situades al gènere Rhyticeros. Però avui Aceros és considerat un gènere monotípic, format únicament per Aceros nipalensis. També s'ha situat en aquest gènere l'espècie habitualment denominada Berenicornis comatus.
Entre les espècies dels gèneres Aceros i Rhyticeros, l'espècie Aceros nipalensis és única en el gènere, ja que no té un gran casc, i el seu bec és d'un modest color groguenc. Totes les altres espècies, per regla general, tenen cascos alts i becs amb colors brillants.

## Taxonomia
Segons la classificació del Congrés Ornitològic Internacional (versió 13.2, 2023) aquest gènere està format per una única espècie:
- calau collrogenc (Aceros nipalensis).